# Lampropholis guichenoti
Lampropholis guichenoti är en ödleart som beskrevs av  Duméril och BIBRON 1839. Lampropholis guichenoti ingår i släktet Lampropholis och familjen skinkar. Inga underarter finns listade i Catalogue of Life.